# That's Amore
För albumet av Sofia Pettersson, se That's Amore (musikalbum)
"That's Amore" är en sång från 1953 skriven av kompositören Harry Warren och textförfattaren Jack Brooks. Den blev en stor hit samma år, och något av en signaturmelodi för Dean Martin. Amore (uttal: [aˈmoːre]) betyder "kärlek" på italienska.
Sången förekom första gången i komedifilmen The Caddy, som släpptes av Paramount Pictures den 10 augusti 1953.
För skiva spelades den in med Dean Martin den 13 augusti 1953 vid Capitol Studios, Hollywood och gavs ut på singel som släpptes den 7 november 1953. Låten är där 3:05 minuter lång och B-sidan på singeln var "You're The Right One"